# Latitud geocèntrica

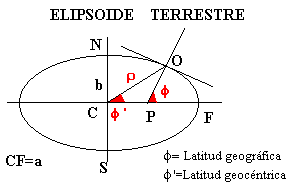
Latitud i latitud geocèntrica.

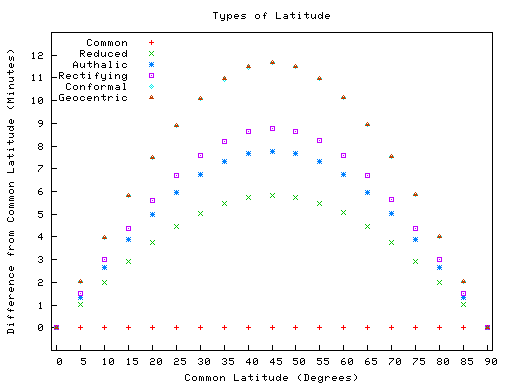
Diferència entre les diferents formes de mesurar la latitud.

La latitud geocèntrica  és l'angle que forma el lloc sobre la Terra amb l'equador terrestre vist des del centre de la Terra. No coincideix amb la latitud o angle que forma un lloc amb l'equador terrestre per ser la Terra aproximadament un el·lipsoide de revolució.
Per relacionar s'introdueix la variable auxiliar  o :
{\displaystyle \tan(u)={\frac {b}{a}}\times \tan(\Phi )}
Si H és l'altura sobre el nivell del mar en metres de l'observador i {\displaystyle \rho } la distància al centre de la Terra, es compleix:
{\displaystyle \rho \times \sin(\Phi ')={\frac {b}{a}}\times \sin(u)+{\frac {H}{6.378.140}}\times \sin(\Phi )}
{\displaystyle \rho \times \cos(\Phi ')=\cos(u)+{\frac {H}{6.378.140}}\times \cos(\Phi )}
És útil per a calcular la correcció per paralatge diürn, calcular eclipsis i ocultacions.